# Gouvernement général de Lublin
1915–1918
Entités précédentes :
- Royaume du Congrès ( Empire russe)

Entités suivantes :
- Deuxième République de Pologne

Le Gouvernement général de Lublin est la structure administrative mise en place par les autorités d'occupation austro-hongroises à l'issue du partage provisoire des territoires du royaume du Congrès entre l'Empire allemand et la double monarchie après les succès remportés par les puissances centrales au cours de l'été 1915 en Pologne russe. Il constitue de ce fait le pendant du gouvernement général de Varsovie, placé sous administration allemande.

## Rivalités germano-austro-hongroises

### Buts de guerre allemands et austro-hongrois en Pologne
Dès le mois de septembre 1914, la Pologne russe suscite l'intérêt des puissances centrales. Le Programme de Septembre évoque l'intérêt du Reich pour la Pologne, mais de puissants groupes d'intérêts au sein du Reich, comme la ligue pangermaniste ou les représentants de l'industrie lourde, exposent les ambitions allemandes en Pologne russe. 
À la suite des succès contre la Russie de l'été 1915, le Reich et la double monarchie se penchent sur les modalités de répartition de l'administration des territoires conquis au détriment de l'empire russe. 
Au cours des mois suivant la conquête, les responsables politiques allemands élaborent différents projets aboutissant à la mise en place d'une forte tutelle allemande en Pologne, quel que soit le régime promis à être mis en place.

### Le partage de la Pologne russe
Cependant, devant les résistances austro-hongroises, la résolution des divergences germano-austro-hongroises est reportée. 

### Deux autorités face à face
Entretenant théoriquement de bonnes relations, les deux gouverneurs généraux représentent les intérêts de leur patrie d'origine, parfois contre ceux de leur allié. 
Ainsi, dès 1915, le gouverneur général de Lublin doit s'opposer aux velléités d'unification des gouvernements généraux sous la tutelle du gouverneur allemand de Varsovie. durant l'automne 1916, notamment, la politique mise en place par les Dioscures, Paul von Hindenburg et Erich Ludendorff, suscite une forte réaction de la part de Karl Kuk, le gouverneur général austro-hongrois.

## Rouages et compétences

### Le gouverneur général
Le gouverneur général austro-hongrois siège dans des bâtuimens situés place de Lituanie à Lublin, dans la partie méridionale de l'ancien royaume du Congrès ; quatre gouverneurs généraux se succèdent jusqu'à l'effacement de l'autorité austro-hongroise à l'automne 1918. Ils exercent leur autorité en lien avec l'AOK, le commandement suprême austro-hongrois : Ces gouverneurs ne sont qu'indirectement soumis à l'empereur, ce qui rend leur position moins assurée face à leur collègue allemand.
Le premier d'entre eux, Erich von Diller, jouit d'une bonne réputation auprès des Polonais placés sous son administration ; C'est à partir du mois d'avril 1917 que des officiers polonais sont nommés à ce poste, illustration de la politique austro-hongroise en Pologne,.

## Évolution

### Politique d'occupation austro-hongroise
Les autorités austro-hongroises s'affirment au fil des mois comme les défenseurs des Polonais résidant sur les territoires du royaume du Congrès, au grand dam des  autorités allemandes de Varsovie. 
À partir du mois de février 1918, date de l'annonce de la paix avec l'Ukraine, les autorités d'occupation austro-hongroises tentent de renouer les liens avec les Polonais, par la multiplication de gestes symboliques, sans lendemain, en raison de l'ampleur du discrédit de la double monarchie en Pologne et de la défaite de l'automne.

### Dissolution
Durant l'automne 1918, alors que l'autorité austro-hongroise sur les territoires ayant dépendu du gouverneur de Lublin devient de plus en plus théorique, des conseils nationaux se mettent en place à Cracovie et à Teschen ; à partir du 3 novembre 1918, les troupes austro-hongroises se retirent à l'intérieur des frontières de la double monarchie, tel qu'elles existaient en juin 1914. 
Le 7 novembre, est proclamé à Lublin un gouvernement indépendant, se considérant comme national, signifiant la disparition de fait des autorités austro-hongroises de Lublin.